# Seznam přírodně krajinářských parků
Přírodně krajinářské parky a zahrady jsou člověkem upravené plochy, vytvořené částečně, nebo zcela v přírodně krajinářském stylu stylu úprav terénu, rostlin a umělých doplňků nazývaném souhrnně a obecně anglický park.

## Ve Spojeném království Velké Británie a Severního Irska

### Chiswick House
Kent vytvořil jedny z prvních opravdových anglických přírodně krajinářských parků v Chiswick House pro Richarda Boyle, 3. hraběte z Burlingtonu. První zahrada, která byla založena mezi lety 1724 a 1733 měla mnoho formálních prvků francouzské zahrady , včetně alejí měla něco nového - napodobeninu jónského chrámu na pozadí stromů. Mezi lety 1733 a 1736, byla přeměněna zahradu opět byly upraveny, trávníky svažující se k okraji řeky a malá kaskáda. Poprvé byla podoba zahrady inspirována ne architekturou staveb, ale idealizovaný verzí přírody.

### Zahrada Rousham House

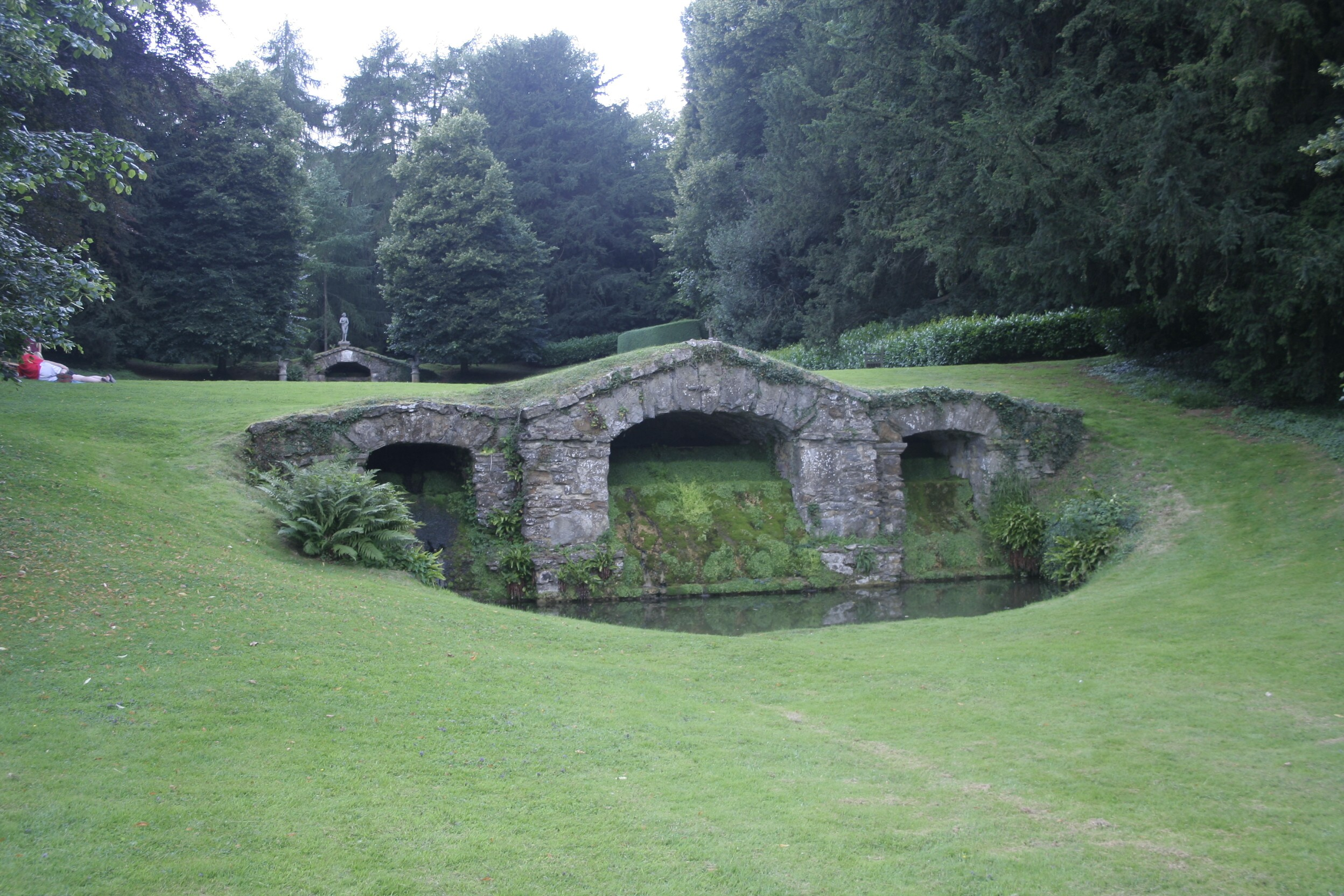
Zahrada Rousham House, od Williama Kenta (1737)

Rousham v Oxfordshire je považován některými jako nejvíce dokončená a významná práce Williama Kenta. Patronem byl hlavní správce, který vedl Bridgemanovu společnost a zahájil úpravy zahrady v roce 1727, a rekonstruoval ji v Kentu v roce 1737. Bridgeman vybudoval řadu zahrad, včetně jeskyně Venuše, na svahu podél řeky Cherwell, které jsou propojeny napříč alejí. Kent obrátil aleje k ukončení cesty, a vytvořil řadu průhledů zdobených alegorickými sochami Apollona a zraněných gladiátorů, lvů útočicích na koně, a jiné předměty. Umístil nápadné motivy klasické architektury k ozdobení krajiny. Použil příkop aby skryl oplocení, takže zahrada se zdá, jako by pokračovala do velké vzdálenosti. Nakonec přidal kaskády po vzoru zahrad Aldobrandini a Pratolino v Itálii, které kompozici dodaly pohyb a drama.

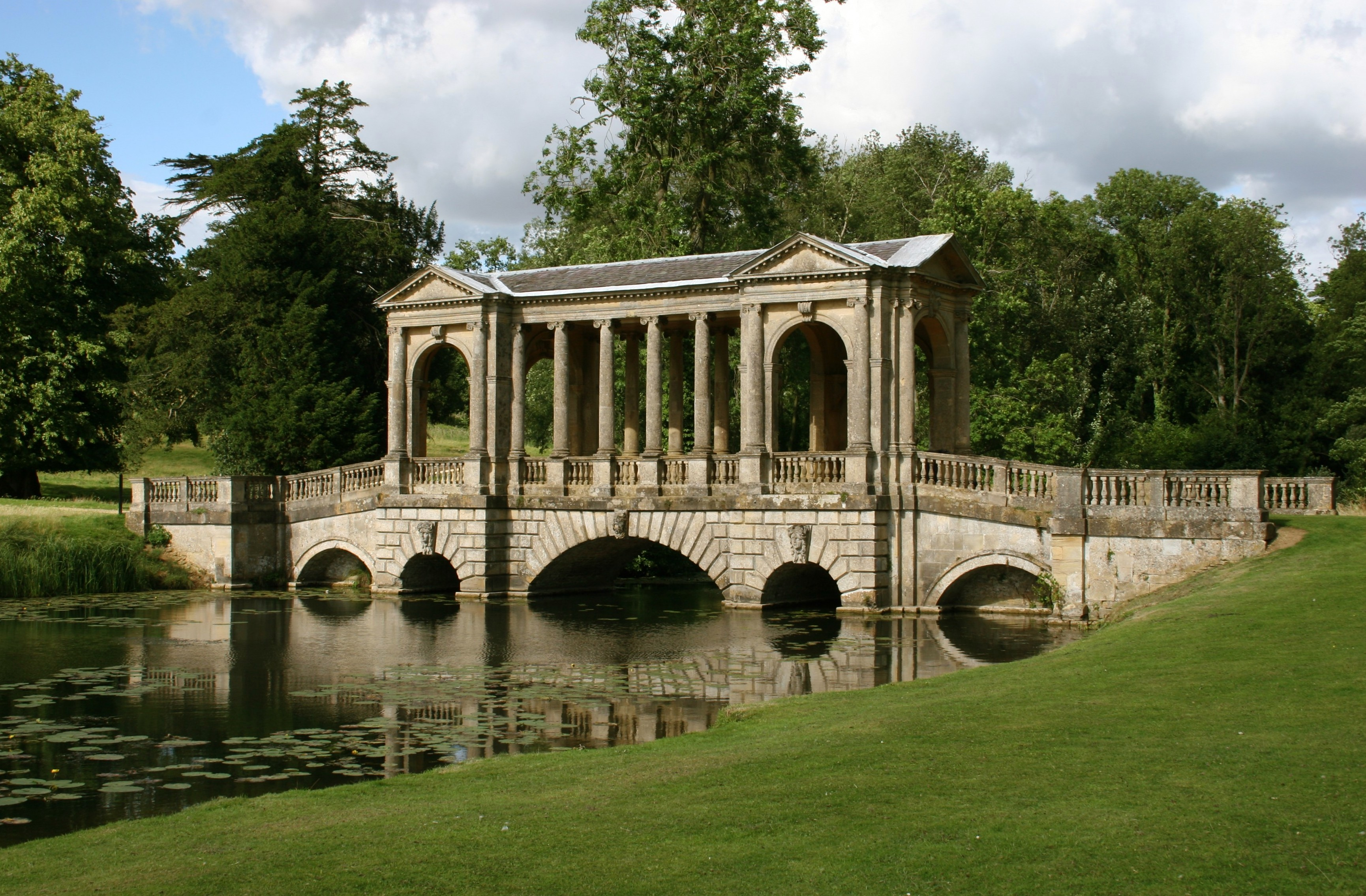
Palladianský most v Stowe (1730-38)

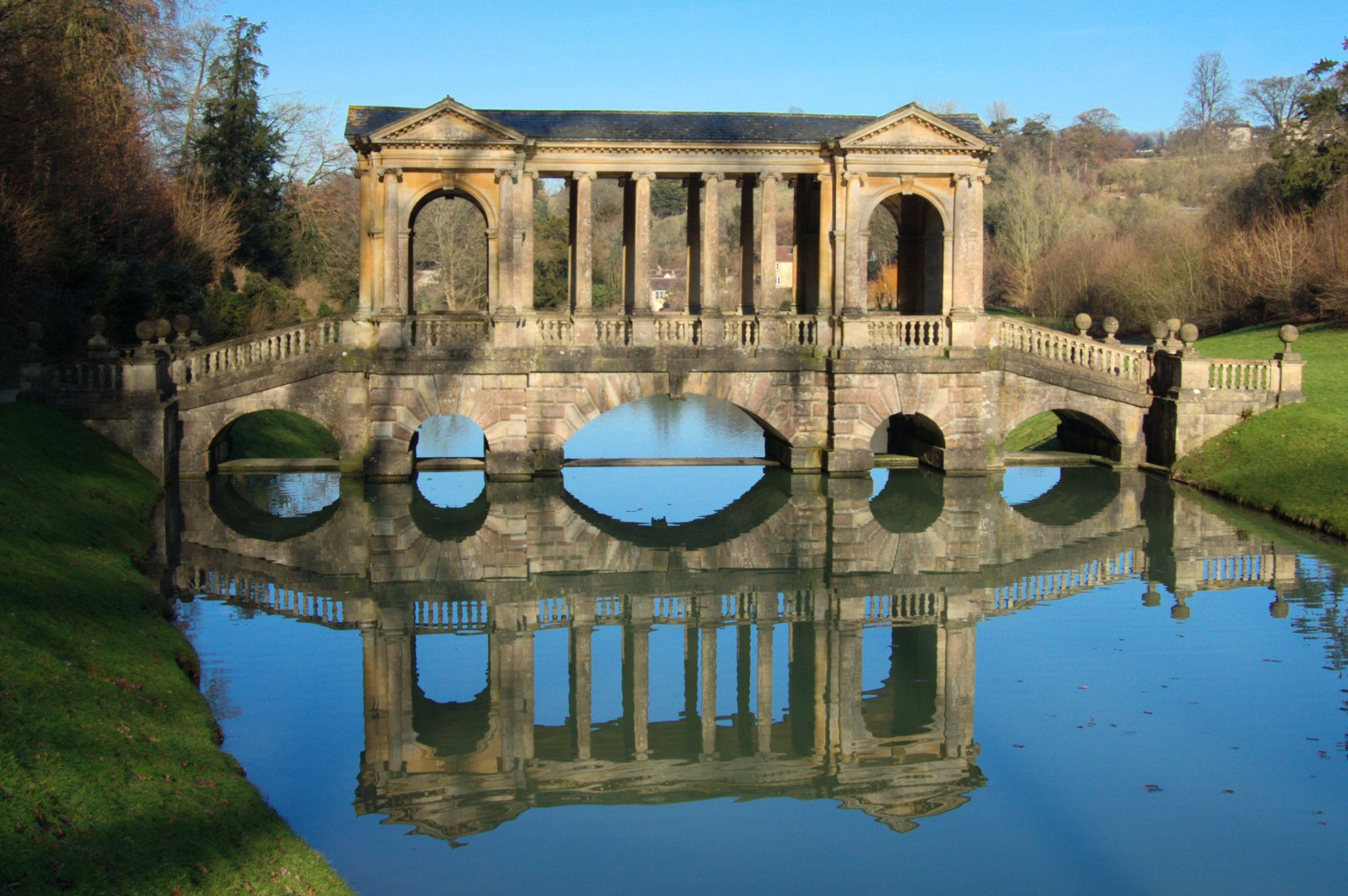
Palladianský most v Bath, Prior Park Bridge, románské doplňky v parcích jsou velmi podobné, za povšimnutí stojí výrazný odraz architektury na hladině klidného toku

### Stourhead

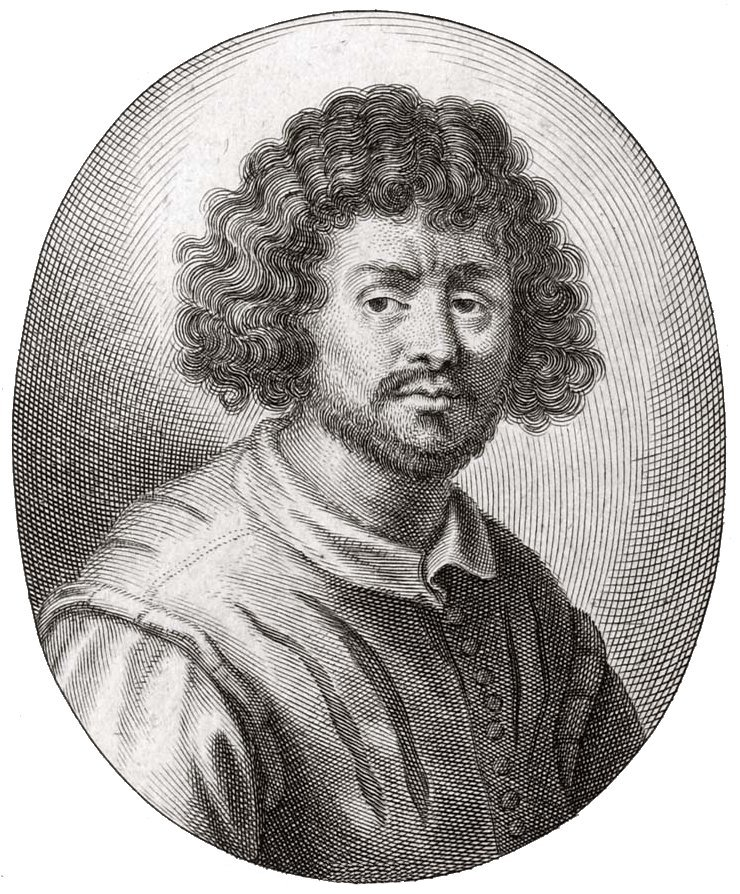
Claude Lorrain

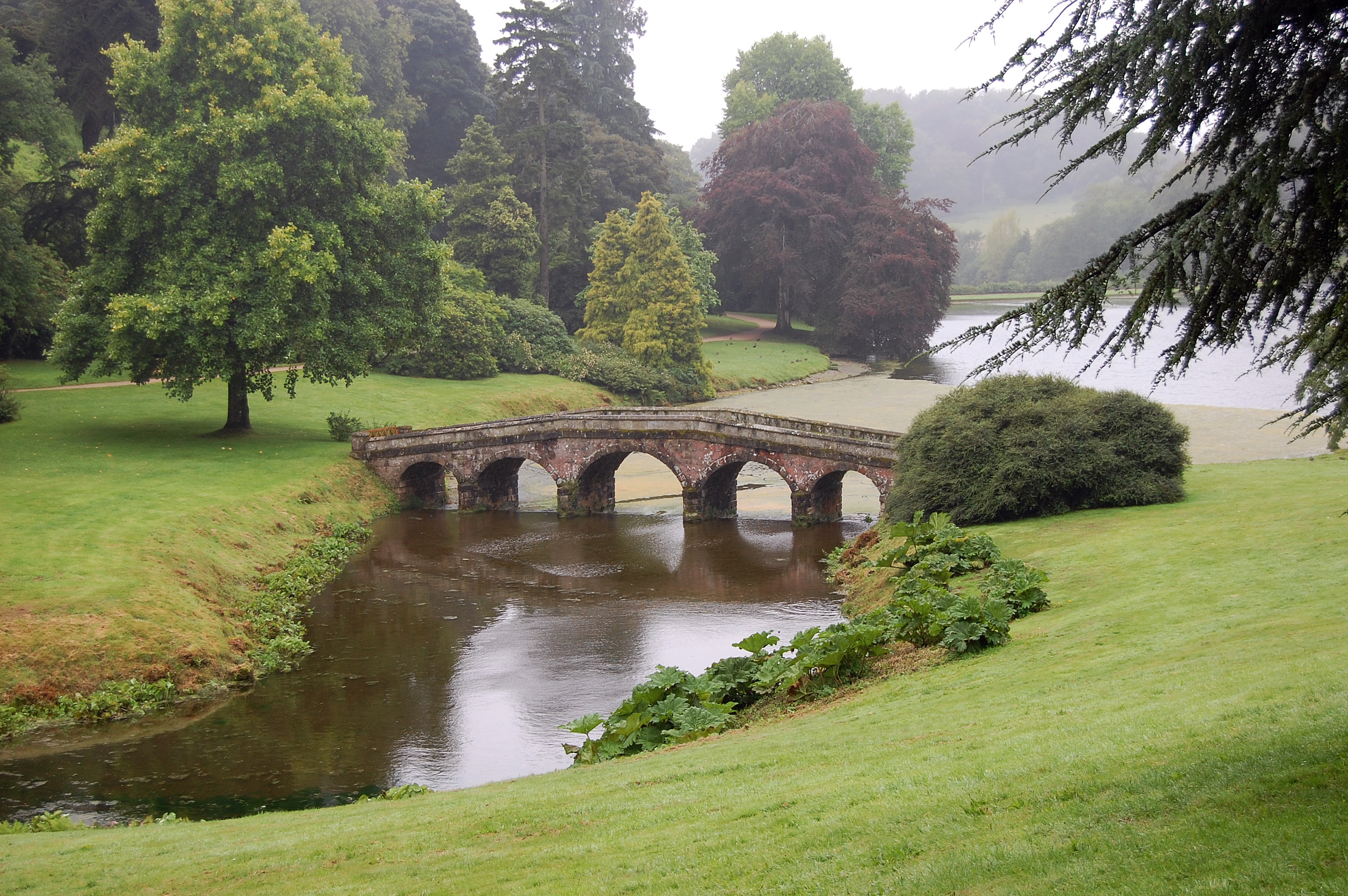
Stourheadský park

Stourhead ve Wiltshire (1741-80), kterou vytvořil bankéř Henry Hoare II, byla jednou z prvních 'malebných' zahrad, inspirovaných obrazy Claude Lorraina. Hoare cestoval do Itálie na Grand Tour a vrátil se s obrazem Claude Lorraina. Hoare dal vytvořit jezero, a kolem jezera se krajinu a architektonické stavby ukazující jednotlivé kroky na cestě Aenease.

### Další významné parky upravené podle stylu anglický park v UK
- Biddulph Grange
- Blenheimský palác
- Dyrham Park
- Harewood
- Zámek Howard
- Chatsworth House
- Kedleston Park
- Lost Gardens of Heligan
- Painshill
- Prior Park (anglický park)
- Sheffield Park Garden
- Stowe House
- Studley Royal Park

- Park v Kew, kde je nyní botanická zahrada [1]

## V Německu

### Anglická zahrada v Mnichově
(V němčině Englischer garten)
Anglická zahrada v Mnichově je 4,17 km2 velká plocha zeleně. Je jedním z největších parků na světě. Její podobu jí dal především Friedrich Ludwig von Sckell.
Mnichovská Anglická zahrada byla jednou z prvních velkých kontinentálních parků volně přístupných veřejnosti. Je jedním z největších městských parků na světě, je větší než Central Park v New Yorku nebo Hyde Park v Londýně, ale menší než ve Stockholmský národní park. Je jedním z nejnavštěvovanějších míst v Mnichově a také velmi oblíbeným cílem turistů.

#### Historie
V únoru 1789 dal bavorský kurfiřt Carl Theodor příkaz vybudovat v každém posádkovém městě bavorské armády vojenskou zahradu. Zahrada měla dát vojákům zemědělské dovednosti, poskytnout příležitost k rekreaci, ale měla by být rovněž zpřístupněna veřejnosti. V srpnu 1789 Carl Theodor nařídil přepracovat oblasti východně od zahrady na veřejný park (Volkspark). Jednalo se o první zařízení svého druhu v Evropě. Provedení návrhu bylo svěřeno zahradníkovi Friedrich Ludwig von Sckell, který zahradu vytvořil pod vedením ministra války Benjamina Thompsona (narozený v Massachusetts, změnil si jméno v roce 1792 na hrabě von Rumford). Veřejný park byl nejprve nazýván "Theodore Park", ale brzy se ujal název "Englischer garten" podle nového, moderního přírodu napodobujícího stylu zahrady. Na jaře roku 1792 byl park otevřen. Mnichov měl v tu dobu přibližně 40.000 občanů. V prosinci 1799 byla zahrada rozšířena o oblasti Hirschau, v lednu 1800 byly přidány dnes již zaniklé vojenské zahrady. Sckell vytvářel až do své smrti v roce 1823, podobu dnešní anglické zahrady.

#### Zajímavé prvky v mnichovské Anglické zahradě
- Rumfordův dům (Rumfordhaus)
- Čínská věž (Chinesischer Turm)
- Monopteros
- Japonská čajovna (Japanisches Teehaus)

## Přírodně krajinářské parky v Česku

### Ferme ornée ve Veltrusích

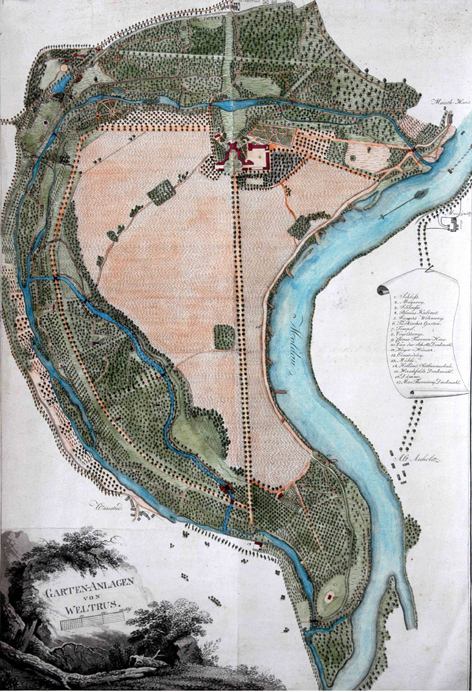
Mapa parku z 19. století

Ve ferme ornée jsou dobře propojeny pásy lužní krajiny podél Vltavy s uměle založenými remízky a rozlehlými zemědělskými plochami. Propojení kultivované krajiny s parkovými plochami inspiruje dodnes architekty k myšlence, že lze pojmout a navrhnout zemědělskou krajinu jako park.
Jan Rudolf Chotek ve Veltrusích realizoval moderní anglický park podle teoretických východisek „ferme ornée“ Ch. L. Hirschfelda. V parku tak bylo možné spatřit nejen les, oboru, ale také 100 hektarů polí, pastvin a sadů. Poradcem mu byl ředitel schönburských zahrad, Richard van der Schott. Tzv. okrasný statek, „nejdokonalejší krajinářskou úpravu“, která poskytuje nejen potěšení, ale i užitek. Součástí okrasné koncepce se staly i zemědělské práce, stáda hospodářských zvířat, snopy obilí nebo třeba seno svážené na žebřiňácích.
Národní památkový ústav, územní odborné pracoviště středních Čech v Praze, prostřednictvím projektu Centra pro implementaci evropské úmluvy o krajině, Ferme ornée - Statek zahradou, v letech 2009-2013 přemění část areálu ve Veltrusích znovu ve „ferme ornée“ , aby předvedl ukázkové řešení obnovy člověkem přetvářené přírody a pomohl při výchově k úctě k tradicím a k šetrnému a citlivému zemědělskému využívání přírody.

### Park Lednice

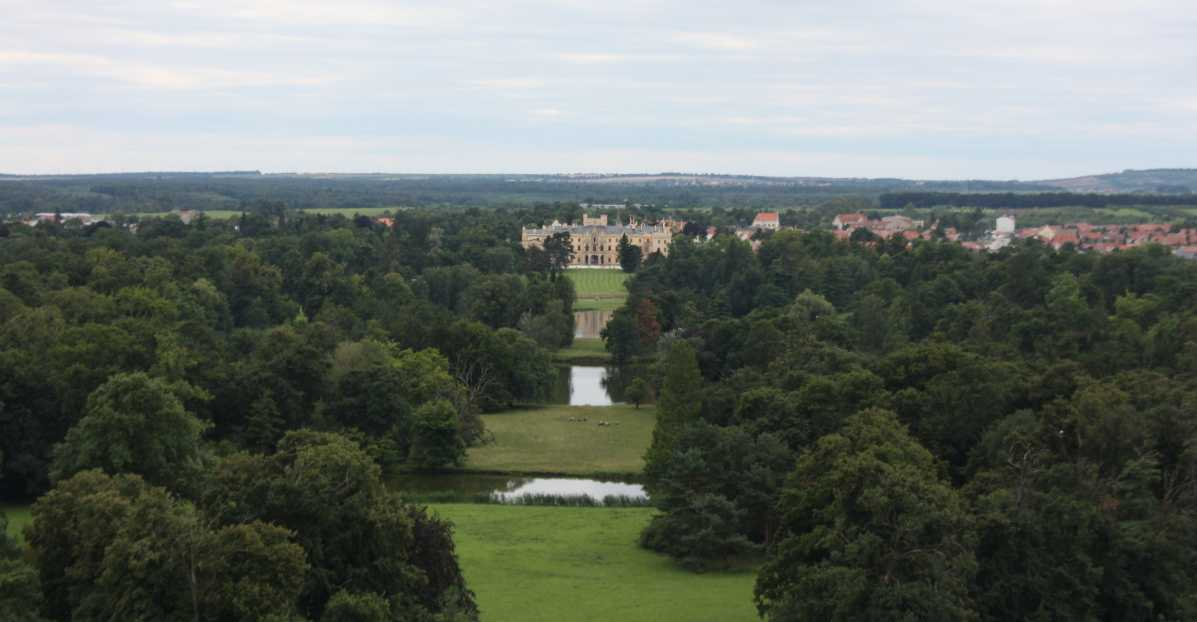
Pohled z Minaretu směrem k lednickému zámku

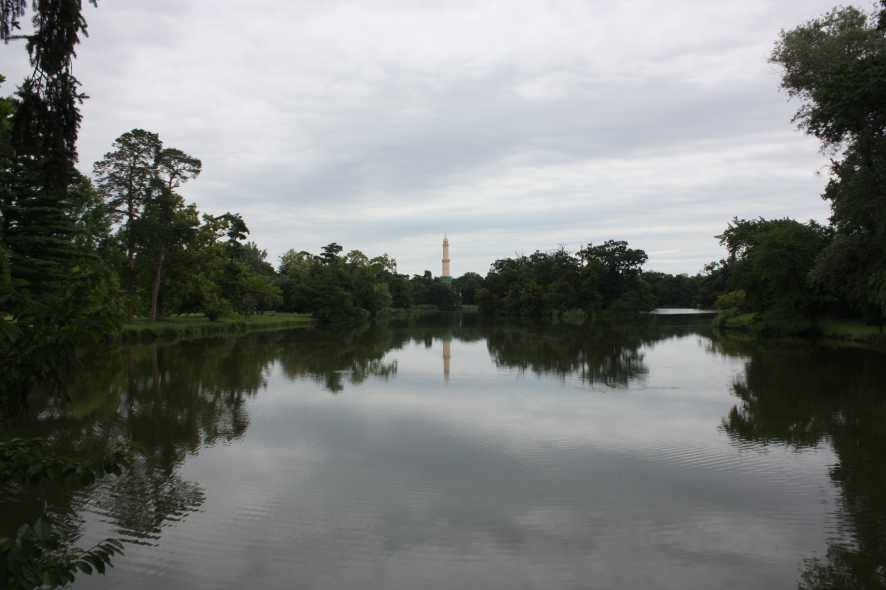
Lednický park s Minaretem

Park Lednice patří díky pokračování parku do okolí v podobě Lednicko-valtického areálu k nejcennějším krajinářským parkům na světě. Původně klasicistní (francouzská) zahrada byla nákladně přebudována na rozlehlý anglický park napojený na okolní krajinu. V okolí parku byly upraveny vodní toky a vybudovány romantické stavby.

### Průhonický park

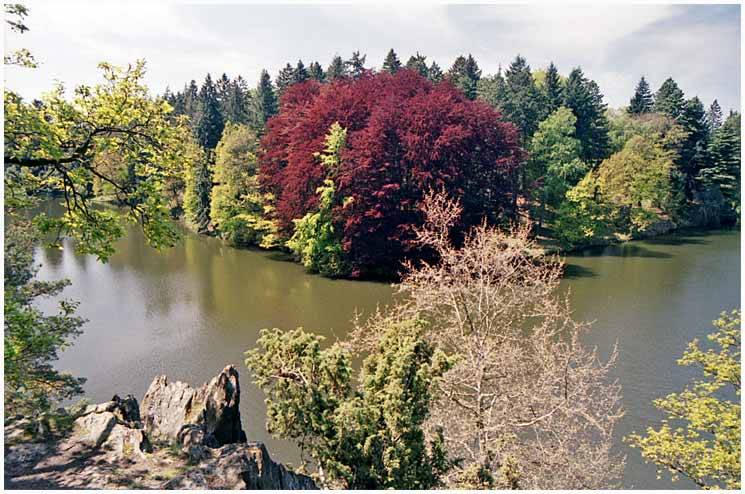
Zámecký park Průhonice u rybníka Bořín

Průhonický park je přírodně krajinářský park typický pro pozdní období evropského přírodně krajinářského parku. Park založil hrabě Arnošt Emanuel Silva-Tarouca, botanik a milovník přírody. Park byl vytvořen v údolí podél toku potoka Botiče. Park spravuje Botanický ústav AV ČR, v. v. i. 
Hrabě Silva-Tarouca použil původní domácí dřeviny v kombinaci s dovezenými cizokrajnými dřevinami, pro které byl často park vstupní branou nejen do Čech, ale i Evropy. Jako základ parkové kompozice založil mistrně volené průhledy, které návštěvníky mnohdy překvapí v místech, kde je nečekají. Porosty dřevin, skupiny stromů a keřů střídal s lučními plochami, rybníky, potoky a jejich slepými rameny. Dovedně využil proměnlivost dřevin v různých ročních obdobích. To vše se pojí v jeden velký, propracovaný, rozmanitý a bohatý harmonický celek.
Mimo významu umělecko-historického je park cenný i dendrologicky, jako sbírka domácích a cizokrajných dřevin. Součástí areálu Průhonického parku je také Průhonická botanická zahrada se svými unikátními sbírkami kosatců, pivoněk, denivek, růží a rododendronů.
Průhonický park je Národní kulturní památkou ČR a památkou UNESCO.
- Stromovka.
- Veltrusy Zámecký park ve Veltrusích [5] Podstatná část parku byla třetím majitelem Janem Rudolfem Chotkem utvářena v novém slohovém náhledu na přírodu, rozvíjejícím se od poloviny 18. století v podobě tzv. přírodně-krajinářského parku.[6] ( Podle některých velmi zavádějících informací se jedná o první anglický park v Evropě.[7] [8]
- Kroměřížská Podzámecká zahrada [9] [10]
- Sychrov
- Konopiště
- Zámecký park v Červeném Dvoře
- Přírodně krajinářský park v Krásném Dvoře [11]
- zámecký park ve Vlašimi
- Arboretum v Boskovicích
- Botanická zahrada Přírodovědecké fakulty Masarykovy univerzity
- Česká Lípa - městský park [12]
- zámecký park u zámku Dětenice
- Dobříš - zámecký park u barokního zámku, navazující na pečlivě upravenou barokní část.
- Duchcov - zámecký park [13]
- Hořovice - zámecký park Hořovice [14]
- zámecký park Hradec nad Moravicí [15]
- zámecký park zámku Jemniště [16]
- zámecký park Jezeří [17]
- zámecký park Karlova Koruna [18]
- parky a kolonády Karlovy Vary [19]
- zámecký park Klášterec nad Ohří [20]
- zámecký park zámku Konopiště [21]
- zámecký park Kunín [22]
- zámecký park Lány [23]
- Botanická zahrada Liberec [24]
- zámecký park Libochovice [25]
- zámecký park Loučeň [26]
- zámecký park Lysá nad Labem [27]
- zámecký park Mcely [28]
- městský park Michalov v Přerově [29]
- Arboretum Slezského zemského muzea Opava, Nový Dvůr [30]
- lázeňské parky Poděbrady [31]
- botanická zahrada hlavního města Praha [32]
- Ctěnický zámecký park v Praze [33]
- park Dolní Počernice (Praha) [34]
- park Praha- park Cibulka [35]
- Prostějov - botanická zahrada [36]
- zámecký park Raduň [37]
- zámecký park Světlá nad Sázavou [38]
- zámecký park Sychrov [39]
- zámecký park Zákupy [40]
- zámecký park Buchlovice
- zámecký park Blovice
- zámecký park Bruntál
- zámecký park Bílá Lhota
- zámecký park Březina
- zámecký park ve Vrchotových Janovicích

## Přírodně krajinářské parky na Slovensku
- Bojnice
- Topoľčianky
- Mlyňany
- Smolenice